# Gwijde II van Auvergne
Gwijde II van Auvergne (circa 1165 - 1222) was van 1195 tot aan zijn dood graaf van Auvergne. Hij behoorde tot het huis Auvergne.

## Levensloop
Gwijde II was de tweede zoon van graaf Robert IV van Auvergne en diens echtgenote Mathilde, dochter van hertog Odo II van Bourgondië. Na het overlijden van zijn oudere broer Willem IX werd hij in 1195 graaf van Auvergne.
Gwijde raakte verwikkeld in de oorlog tussen koning Filips II van Frankrijk en koning Richard I van Engeland. Deze laatste was als hertog van Aquitanië de directe leenheer van het graafschap Auvergne, maar liet Gwijde vrij onafhankelijk regeren. In het voorjaar van 1196 stond Richard in het verdrag van Louviers zijn rechten aan Auvergne echter af aan Filips II, waardoor het graafschap Auvergne onder de suzereiniteit van Frankrijk belandde. Gwijde was niet bereid dit te erkennen uit vrees om zijn onafhankelijkheid te verliezen. Om zijn heerschappij te proberen bevestigen, liet hij burchten zoals die van Tournoël en Châtel-Guyon bouwen. Toen de Franse koning Auvergne binnenviel en de stad Issoire belegerde, riepen Gwijde en zijn neef, dauphin Robert I van Auvergne, de hulp in van Richard I van Engeland. Aanvankelijk wilde die hen steunen, maar Richard kwam daarop terug om de vrede met Filips II te bewaren. Toen het in de zomer van 1196 opnieuw tot oorlog kwam tussen Filips II en Richard I, bood Richard Gwijde en Robert aan om hen te steunen in de strijd tegen Filips, maar de twee weigerden omdat ze zich in de steek gelaten voelden.  
In mei 1209 leidde Gwijde een van de eerste militaire acties in de Albigenzenkruistocht. Samen met burggraaf Raymond III van Turenne, de aartsbisschop van Bordeaux en de bisschoppen van Limoges, Agen en Cahors voerde hij een kruisvaarderleger aan in de streek van Quercy in het graafschap Toulouse, dat op dat moment onder interdict was geplaatst. Nadat ze enkele dorpen hadden ingenomen, belegerden ze de burcht van Casseneuil. De daar aanwezige katharen werden verbrand op de brandstapel. Omdat kruisvaarders minstens een periode van veertig dagen moesten vechten, besloten ze na het aflopen van deze periode terug te keren naar hun landerijen. Toen enkele maanden het hoofdleger in actie kwam, nam Gwijde niet meer deel aan de Albigenzenkruistocht.
De vijandelijke houding van Gwijde II tegenover de Franse kroon veroorzaakte een conflict in zijn familie. Zijn broer Robert, die bisschop van Clermont was, had in tegenstelling tot hem een goede band met de Franse kroon, wat ervoor zorgde dat Roberts positie versterkte tegenover die van Gwijde. In de daaropvolgende broederoorlog werd Gwijde door zijn broer geëxcommuniceerd, terwijl hij in 1211 Robert kon gevangennemen. Tijdens deze oorlog had Gwijde ook verschillende religieuze stichtingen aangevallen, waaronder de Koninklijke Abdij van Mozac. Als reactie stuurde de Franse koning Filips II een leger onder leiding van heer Gwijde II van Dampierre naar Auvergne, dat er meerdere burchten veroverde. In december 1213 werd Gwijdes zoon Willem bij de val van de burcht van Tournoël gevangengenomen, waarna hij zich gedwongen zag om te capituleren. Gwijde moest zich volledig onderwerpen en werd helemaal onteigend. Zijn zoon Willem X kreeg later een eerder gering deel van Auvergne terug, terwijl de rest van het graafschap in het bezit van de Franse kroon kwam.
In 1222 stierf Gwijde, waarna hij werd bijgezet in het klooster van Le Bouchet-Vauluisant in Manzat.

## Huwelijk en nakomelingen
Rond 1180 huwde Gwijde met Péronnelle van Chambron (1165-1224), vrouwe van Combraille. Ze kregen volgende kinderen:
- Alix (1190-1250), huwde met burggraaf Robert IV van Turenne
- Willem X (1195-1247), graaf van Auvergne
- Ermengarde (1196-1225), huwde met graaf Gwijde IV van Forez
- Margaretha (1200-1263)